# Il domino nero
Il domino nero (Le Domino Noir) è un'opéra-comique di Daniel Auber, andata in scena per la prima volta all'Opéra-Comique di Parigi il 2 dicembre 1837. Il libretto è opera del librettista di fiducia di Auber, Eugène Scribe. Sebbene oggi sia poco nota, l'opera all'epoca ebbe un successo strepitoso, e nel 1882 ne erano già state date mille rappresentazioni nella sola Parigi.
Nel Regno Unito la première ebbe luogo il 16 febbraio 1838 al Royal Opera House, Covent Garden di Londra.
Nel 1869, Čajkovskij scrisse dei recitativi per sostituire i dialoghi parlati presenti nell'originale per la progettata messa in scena de Le domino noir da parte di una compagnia di canto italiana in tournée in Russia: le rappresentazioni non ebbero poi luogo, ma quattro dei recitativi di Čajkovskij sono stati inclusi nella registrazione dell'opera diretta da Richard Bonynge.
Nel 1891 avviene la prima al Theatre Royal di Glasgow ed al Royal Lyceum Theatre di Edimburgo nella traduzione di Henry Chorley per la Carl Rosa Opera Company.
Nel 2003 andò in scena al Teatro Malibran per il Teatro La Fenice di Venezia con Verónica Cangemi e Bruno Praticò.
Nel 2018 ci fu una coproduzione dell'opera a carico dell'Opéra-Comique di Parigi e dell'Opéra Royal de Wallonie di Liegi.

## Trama

### Atto I
L'azione si svolge in Spagna. La giovane novizia Angèle de Olivarès, di nobili natali, che per ordine regale deve vestire l'abito e divenire badessa, per godersi gli ultimi momenti di libertà prima di pronunciare i voti finali, scappa dal convento assieme alla sua amica Brigitte per andare a un ballo per il compleanno della regina di Spagna. Per nascondere la propria identità, indossa un domino nero. L'anno precedente, nella stessa occasione, Angèle aveva incontrato un giovane, Horace de Masserena. Horace se ne era innamorato all'istante, e ora è tornato al ballo nella speranza di rivederla. Si imbatte allora nella sconosciuta mascherata e i due danzano insieme. Anche Angèle ama Horace, ma non è libera di farlo perché ha l'obbligo di farsi monaca. Pensando di aiutare Horace, il suo amico, il conte Juliano, manda indietro di un'ora le lancette dell'orologio, facendo sì che Angèle non riparta dal ballo a mezzanotte come aveva progettato, in modo da poter rientrare al convento prima che le porte si chiudano: agitata, la giovane scappa dalla festa.

### Atto II
Angèle cerca ospitalità per la notte in una casa, dove però trova Juliano, che ha organizzato per i suoi amici un'altra festa che durerà fino all'alba. Angèle convince la domestica a farla passare per sua nipote, venuta dalla campagna. Riesce così a ingannare tutti tranne, naturalmente, Horace, che la riconosce come la fanciulla del ballo dell'anno precedente: senza smascherare il suo inganno, il giovane però la chiude in una stanza, sperando di tenerla lì finché non avrà ricevuto da lei una spiegazione. La giovane però è inavvertitamente liberata dall'amante della domestica, Gil Perez, che, ubriaco, apre la porta e, vedendola con la maschera nera al volto, la scambia per un demone e scappa via.

### Atto III
Angèle riesce a raggiungere il convento e a entrarvi senza essere scoperta. Tuttavia, quella stessa mattina una lettera della regina la dispensa dal diventare monaca e nomina nuova badessa del convento Ursule, che, gelosa di Angèle, le ordina di lasciare il convento e trovarsi un marito. Casualmente, si presenta Horace, che ben volentieri approfitta dell'occasione per chiedere in moglie Angèle. Anche Brigitte e Juliano si sposano.

## Discografia recente
Edizione DECCA del 1995 -interpreti principali: Sumi Jo, Isabelle Vernet, Jules Bastin, Bruce Ford. English Chamber Orchestra diretta dal Maestro Richard Bonynge.